# آشیسوک
آشیسوک (به لاتین: Añisoc) یک شهر در گینه استوایی است که در وله نزا واقع شده‌است. آشیسوک ۱۶٬۶۲۶ نفر جمعیت دارد.